# 石川美子
石川 美子（いしかわ よしこ）は、日本のフランス文学者、明治学院大学名誉教授。専門はロラン・バルト研究、風景画論、自伝研究。

## 略歴
徳島県板野郡藍住町出身。徳島県立城南高等学校から京都大学文学部フランス文学科、東京大学大学院人文社会系研究科を経てパリ第7大学で博士号を取得。専修大学助教授を経て、2001年より明治学院大学文学部フランス文学科教授。
20世紀フランスの哲学者で批評家、ロラン・バルトを中心に現代批評、自伝文学、旅行記、風景画に関しての著作、翻訳を手がけている。

## 著作
- 『自伝の時間 ひとはなぜ自伝を書くのか』（中央公論社、1997年）ISBN 978-4120027314
- 『旅のエクリチュール』（白水社、2000年）ISBN 978-4560046807
- 『青のパティニール 最初の風景画家』（みすず書房、2014年）ISBN 978-4622078449
- 『ロラン・バルト 言語を愛し恐れつづけた批評家』（中央公論新社〈中公新書〉、2015年）ISBN 978-4121023391
- 『山と言葉のあいだ』（ベルリブロ、2023年）ISBN 978-4991330506

## 翻訳
- パトリック・モディアノ『サーカスが通る』（集英社、1995年）ISBN 978-4087732146
- リュシアン・フェーヴル『ミシュレとルネサンス 「歴史」の創始者についての講義録』（藤原書店、1996年）ISBN 978-4894340367
- 『新たな生のほうへ 1978-1980（ロラン・バルト著作集 10）』（みすず書房、2003年）ISBN 978-4622081203。
- 『記号の国 1970（ロラン・バルト著作集 7）』（みすず書房、2004年）ISBN 978-4622081173。新訳版[4]
- ロラン・バルト『零度のエクリチュール 新版』（みすず書房、2008年）ISBN 978-4622073802。新訳版[5]
- 『ロラン・バルトの遺産』（中地義和共訳、みすず書房、2008年）ISBN 978-4622074335

エリック・マルティ、アントワーヌ・コンパニョン、フィリップ・ロジェ
- ロラン・バルト『喪の日記』（みすず書房、2009年、新装版2015年、2023年）ISBN 978-4622096245
- 『ロラン・バルトによるロラン・バルト』（みすず書房、2018年）ISBN 978-4622086918。新訳版[6]
- ロジェ・フリゾン＝ロッシュ『結ばれたロープ』（みすず書房、2020年）ISBN 978-4622088813

## 監修
- 『文学のユートピア 1942-1954（ロラン・バルト著作集 1）』渡辺諒訳（みすず書房、2004年）ISBN 978-4622081111
- 『演劇のエクリチュール 1955-1957（ロラン・バルト著作集 2）』大野多加志訳 （みすず書房・2005年）ISBN 978-4622081128
- 『現代社会の神話 1957（ロラン・バルト著作集 3）』下澤和義訳（みすず書房、2005年）ISBN 978-4622081135
- 『記号学への夢 1958-1964（ロラン・バルト著作集 4）』塚本昌則訳 （みすず書房、2005年）ISBN 978-4622081135
- 『批評をめぐる試み 1964（ロラン・バルト著作集 5）』吉村和明訳 （みすず書房、2005年）ISBN 978-4622081128
- 『テクスト理論の愉しみ 1965-1970（ロラン・バルト著作集 6）』野村正人訳（みすず書房、2006年）ISBN 978-4622081166
- 『ロマネスクの誘惑 1975-1977（ロラン・バルト著作集 9）』中地義和訳 （みすず書房、2006年）ISBN 978-4622081197
- 『断章としての身体 1971-1974（ロラン・バルト著作集 8）』吉村和明訳（みすず書房、2017年）ISBN 978-4622081180